# Summer Watson
 (mars 2012).
Si vous disposez d'ouvrages ou d'articles de référence ou si vous connaissez des sites web de qualité traitant du thème abordé ici, merci de compléter l'article en donnant les références utiles à sa vérifiabilité et en les liant à la section « Notes et références ».
Summer Watson (née le 14 septembre 1980) est une chanteuse lyrique soprano britannique.

## AlbumSummer(2003)
Diplômée du Royal College of Music, Watson signe un contrat d'un million de livres sterling pour enregistrer un album avec Sony Classical en 2002,. Le contenu de son premier album, éponyme, Summer, créé par Watson elle-même et produit par Nick Patrick, regroupe des pièces classiques, populaires et folkloriques, ainsi que des morceaux et des arrangements de Ludwig van Beethoven, Antonín Dvořák, Gabriel Fauré, Geminiano Giacomelli, Benjamin Godard, Ennio Morricone, Stanley Myers, Joaquín Rodrigo, Sting, Richard Strauss et d'autres encore.